# David Hopkinson Nichols

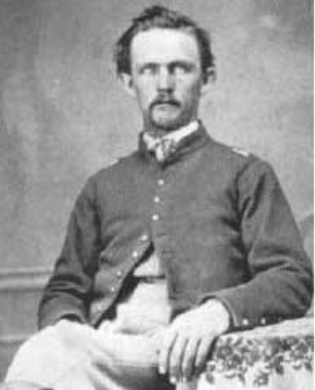
David Hopkinson Nichols

David Hopkinson Nichols (* 16. März 1829 in Hardwick, Vermont; † 16. Dezember 1900 in Boulder, Colorado) war ein US-amerikanischer Politiker. Zwischen 1893 und 1895 war er Vizegouverneur des Bundesstaates Colorado.

## Werdegang
David Nichols diente als Leutnant der amerikanischen Streitkräfte während des Mexikanisch-Amerikanischen Krieges. Danach ging er nach Kalifornien, wo er am Goldrausch teilnahm. Über Illinois kam er im Jahr 1859 in das Gebiet des späteren Staates Colorado, wo er ebenfalls einem Goldrausch beiwohnte. In Boulder war er am Bau des ersten Schulgebäudes beteiligt. Zwischen 1863 und 1865 war er auch stellvertretender Sheriff im Boulder County. 1864 nahm er an einem Indianerfeldzug teil. In diesem Zusammenhang war er auch am Sand-Creek-Massaker beteiligt. Danach absolvierte er als Abgeordneter zwei nicht zusammenhängende Legislaturperioden im territorialen Repräsentantenhaus. Im Jahr 1874 war er Vorsitzender dieser Kammer. Dort war er auch maßgeblich an der Festlegung des Standorts für die University of Colorado in Boulder beteiligt. Außerdem nahm er als Delegierter an der verfassungsgebenden Versammlung des zukünftigen Staates Colorado teil.
Im Jahr 1892 wurde Nichols als Kandidat der Populist Party an der Seite von Davis Hanson Waite zum Vizegouverneur von Colorado gewählt. Dieses Amt bekleidete er zwischen 1893 und 1895. Dabei war er Stellvertreter des Gouverneurs und Vorsitzender des Staatssenats. 19 Jahre lang saß er im Aufsichtsrat des Staatsgefängnisses von Colorado. Er starb am 16. Dezember 1900 in Boulder, wo er auch beigesetzt wurde.